# Истопничий
Истопничий (истопник) — чин (должность) при великих князьях и царях в XV—XIX веках.
На должность назначались представители дворянского сословия. В обязанности входило: отопление помещений, смотрение за чистотой комнат, сеней и лестниц в царском дворце и личных покоях царя и его семьи. В подчинении находилась команда истопников (комнатные, постельные, столовые, сенные, банные), трубочисты и сторожа. В летний период: контролировал заготовку дров на зиму в достаточных объёмах, противопожарную безопасность при их хранении, ремонт печей и дымоходов. В зимний период: круглосуточное поддержание необходимой температуры в покоях царя и его семьи, столовой, местах работы, заблаговременный прогрев помещений при приёмах посольств, заседаний думы и соборов и.т.д. Имел доступ в царские покои. По выполнению своих обязанностей делились на царских и царицыных истопничих, где царские были выше по статусу. В обязанности комнатных истопников входило находиться у дверей отапливаемых помещений и смотреть, чтобы кроме определённых чинов в хоромы никто не входил. У столовых истопников также были функции по контролю прохода в помещения столовой царской семьи и на кухню. За работу жаловались должностями, деньгами, поместьями и вотчинами, а также придачами к окладу.

## Список истопничих
| Год упоминаний | Род       | Имя, Отчество       | Примечания |
| -------------- | --------- | ------------------- | --- |
| 1540-1545      | Языковы   | Иван Никитич        | Взяты из белёвцев городовых детей боярских (1540), Пожалованы в царицыны дети боярские (1545).                                                                                               |
| 1540-1545      | Языковы   | Андрей Алексеевич   | Взяты из белёвцев городовых детей боярских (1540), Пожалованы в царицыны дети боярские (1545).                                                                                               |
| 1572           | Якушкины  | Семён               | |
| 1573           | Шишкины   | Василий             | Опричник, постельный истопник царя Ивана IV Грозного. |
| 1627           | Бегичевы  | Роман               | Царицын истопник. |
| 1627           | Гигишкины | Иван Акилович       | Столовый истопник, вотчинник села Ерденёво (Палачёво) с пустошами в Можайском уезде |
| 1632           | Молчановы | Григорий Иванович   | Вотчинник деревни Цапишево и доли деревни Кисляково в Вологодском уезде. |
| 1641           | Зюзины    | Никита Алексеевич   | Стольник (1645), вотчинник села Туралыково с деревнями и пустошами в Угличском уезде. |
| 1644           | Ушаковы   | Прокофий Иванович   | Царицын «мовный» (банный) истопник, вотчинник пустошей Григорово с пожнями в Переславском уезде.                                                                                             |
| 1644-1647      | Борковы   | Александр Фёдорович | Стряпчий Хлебного дворца (1641), царицын истопник (1644—1647), вотчинник пустошей Авдотьино, Лысоково и других в Переславском уезде, пустошей Кашкино, Крапивна и Жарки в Суздальском уезде. |
| 1648           | Неклюдовы | Еремей Степанович   | Постельный истопник, вотчинник пустоши Мелешево Можайского уезда. |
| 1650           | Саадаковы | Яков Иванович       | Столовый истопник, вотчинник пустошей Енки, Дубьё и других в Переславском уезде. |
| 1661           | Агустовы  | Степан              | Истопничий царицы Евдокии Лукьяновны. |